# Zygaenosia meeki
Zygaenosia meeki là một loài bướm đêm thuộc phân họ Arctiinae, họ Erebidae.